# Marta Balbuena
Marta Balbuena (San Lorenzo de El Escorial, 28 de abril de 1995) es una jugadora española de fútbol sala. Juega de portera y su equipo actual es la Futsi Atlético Navalcarnero de la Primera División de fútbol sala femenino de España. En el año 2019 fue nominada a los premios de mejor portera del mundo de fútbol sala, en la que terminó en cuarta posición, en el año 2020 volvió a estar nominada terminando ese año en quinta posición.

## Trayectoria
Comenzó jugando en el Abantos, y ya cuando era cadete se fue al Villalba llegando a jugar hasta la segunda división. En la temporada 2013-14 fue fichada por el Leganés, donde consiguió el ascenso a primera división. En el año 2017 se fue al Futsi Navalcarnero, donde ha sido campeona de Copa de España y de Copa de Europa.

## Selección nacional
Debutó el 10 de diciembre con la selección española contra el equipo All Stars de liga española, y el 9 de enero de 2019 en un partido amistoso contra Portugal. En el año 2019 participó en la Eurocopa de Portugal donde se proclamó campeona. En el año 2022 volvió a ganar la Eurocopa.

## Estadísticas

### Clubes
Actualizado al último partido jugado el 26 de junio de 2022.
| Club | Div.          | Temporada     | Liga  | Liga  | Liga       | Liga      | Copas nacionales(1) | Copas nacionales(1) | Copas nacionales(1) | Copas nacionales(1) | Torneos internacionales(2) | Torneos internacionales(2) | Torneos internacionales(2) | Torneos internacionales(2) | Total(3) | Total(3) | Total(3)   | Total(3)  |
| Club | Div.          | Temporada     | Part. | Goles | Amonestado | Expulsado | Part.               | Goles               | Amonestado          | Expulsado           | Part.                      | Goles                      | Amonestado                 | Expulsado                  | Part.    | Goles    | Amonestado | Expulsado |
| --- | ------------- | ------------- | ----- | ----- | ---------- | --------- | ------------------- | ------------------- | ------------------- | ------------------- | -------------------------- | -------------------------- | -------------------------- | -------------------------- | -------- | -------- | ---------- | --------- |
| Collado Villalba · España |               |               |       |       |            |           |                     |                     |                     |                     |                            |                            |                            |                            |          |          |            |           |
| |               |               |       |       |            |           |                     |                     |                     |                     |                            |                            |                            |                            |          |          |            |           |
| |               | -             | -     | -     | -          | -         | -                   | -                   | -                   | -                   | -                          | -                          |                            | -                          | -        | -        |            |           |
| Total club | Total club    | -             | -     | -     | -          | -         | -                   | -                   | -                   | -                   | -                          | -                          | -                          | -                          | -        | -        | -          |           |
| CD Leganés FS · España |               |               |       |       |            |           |                     |                     |                     |                     |                            |                            |                            |                            |          |          |            |           |
| 2.ª |               |               |       |       |            |           |                     |                     |                     |                     |                            |                            |                            |                            |          |          |            |           |
| 2013-14 | 19            | 0             | -     | -     | -          | -         | -                   | -                   | -                   | -                   | -                          | -                          | 19                         | 0                          | -        | -        |            |           |
| 2014-15 | 25            | 1             | -     | -     | -          | -         | -                   | -                   | -                   | -                   | -                          | -                          | 25                         | 1                          | -        | -        |            |           |
| 2015-16 | 23            | 2             | -     | -     | -          | -         | -                   | -                   | -                   | -                   | -                          | -                          | 23                         | 2                          | -        | -        |            |           |
| 1.ª |               |               |       |       |            |           |                     |                     |                     |                     |                            |                            |                            |                            |          |          |            |           |
| 2016-17 | 27            | 0             | 5     | 0     | -          | -         | -                   | -                   | -                   | -                   | -                          | -                          | 27                         | 0                          | 5        | 0        |            |           |
| Total club | Total club    | 94            | 3     | 5     | 0          | -         | -                   | -                   | -                   | -                   | -                          | -                          | -                          | 94                         | 3        | 5        | 0          |           |
| Futsi Navalcarnero · España |               |               |       |       |            |           |                     |                     |                     |                     |                            |                            |                            |                            |          |          |            |           |
| 1.ª |               |               |       |       |            |           |                     |                     |                     |                     |                            |                            |                            |                            |          |          |            |           |
| 2017-18 | 21            | 0             | 0     | 0     | 4          | 0         | 0                   | 0                   | 2                   | 0                   | 0                          | 0                          | 27                         | 0                          | 0        | 0        |            |           |
| 2018-19 | 23            | 0             | 0     | 0     | 5          | 0         | 0                   | 0                   | 1                   | 0                   | 0                          | 0                          | 29                         | 0                          | 0        | 0        |            |           |
| 2019-20 | 23            | 1             | 0     | 0     | 2          | 0         | 0                   | 0                   | -                   | -                   | -                          | -                          | 25                         | 1                          | 0        | 0        |            |           |
| 2020-21 | 24            | 1             | 0     | 0     | 3          | 0         | 0                   | 0                   | -                   | -                   | -                          | -                          | 27                         | 1                          | 0        | 0        |            |           |
| 2021-22 | 32            | 2             | 0     | 0     | 6          | 0         | 0                   | 0                   | -                   | -                   | -                          | -                          | 38                         | 2                          | 0        | 0        |            |           |
| Total club | Total club    | 123           | 4     | 0     | 0          | 20        | 0                   | 0                   | 0                   | 3                   | 0                          | 0                          | 0                          | 143                        | 4        | 0        | 0          |           |
| Total carrera | Total carrera | Total carrera | 217   | 7     | 5          | 0         | 20                  | 0                   | 0                   | 0                   | 3                          | 0                          | 0                          | 0                          | 239      | 7        | 5          | 0         |
| (1) Incluye datos de Copa de España / Supercopa de España. (2) Incluye datos de Campeonato de Europa de Clubes y Copa Intercontinental. (3) No incluye datos de partidos amistosos. |               |               |       |       |            |           |                     |                     |                     |                     |                            |                            |                            |                            |          |          |            |           |

## Palmarés y distinciones
- Eurocopa:

 2019
 2022
 2023
- Liga española: 3 títulos

2018/19 y 2021-22 y 2024-25
- Copa de España: 1 título

2018
- Supercopa de España: 3 títulos

2017/18, 2018/19 y 2024/25
- Campeonato de Europa de Clubes de fútbol sala femenino: 2 títulos

2018 y 2021